# Campbell-Railton Blue Bird

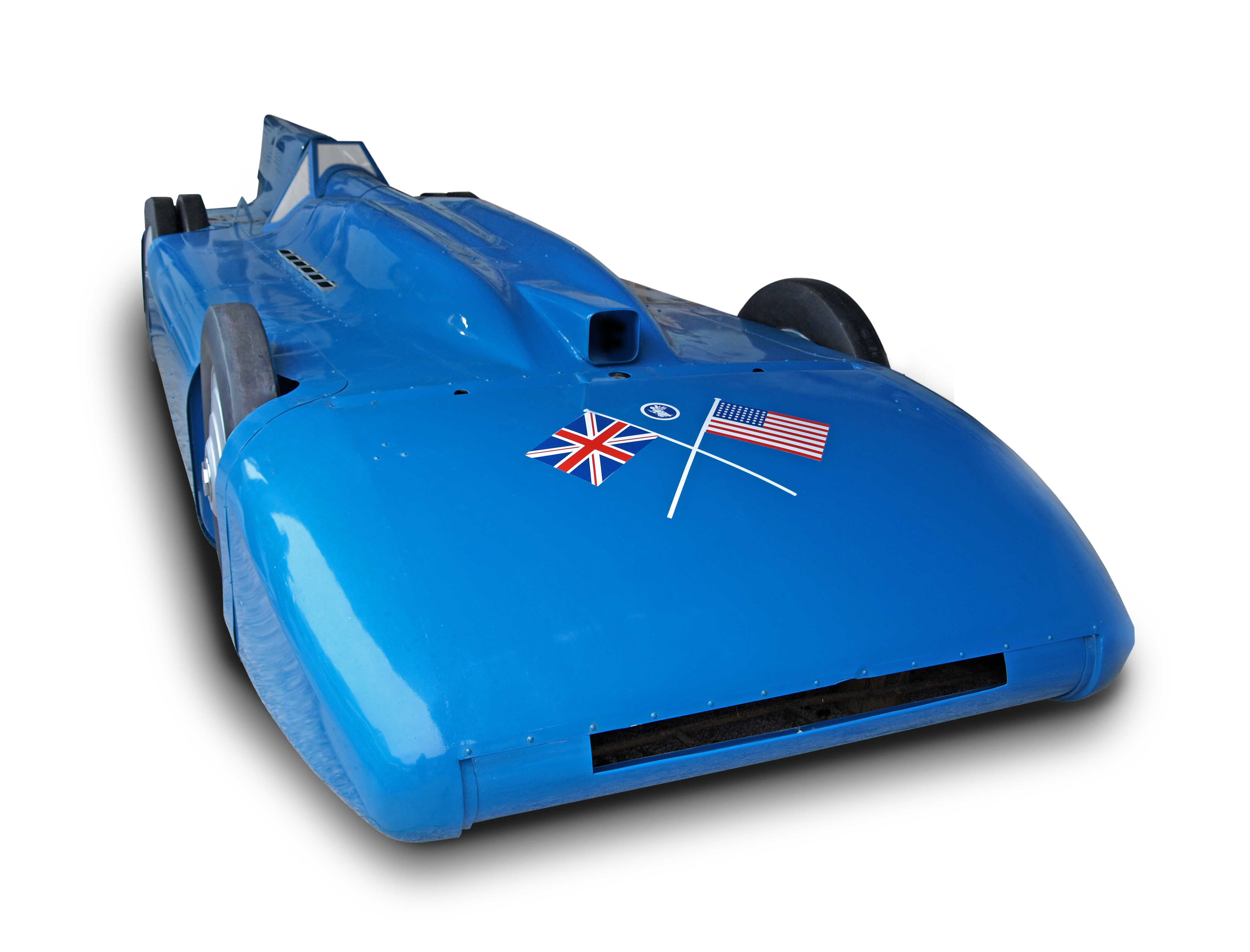
Replika (Nachbau) des Campbell-Railton Blue Bird in einer späten Version (mit der aerodynamisch günstigeren Frontpartie)

Der Campbell-Railton Blue Bird war ein von Malcolm Campbell eingesetztes Rekordfahrzeug, mit dem er 1935 seine letzten beiden Landgeschwindigkeitsrekorde aufstellte.
Das Fahrzeug basierte in weiten Teilen auf seinem Vorgängermodell Campbell-Napier-Railton Blue Bird von 1931, wurde aber vom Konstrukteur Reid Railton erheblich modifiziert.

## Das Fahrzeug
Die grundsätzliche Konstruktion des Fahrgestells mit zwei einfachen tiefen Trägern (Leiterrahmen) wurde vom Vorgänger übernommen. Auch die Karosserie blieb ähnlich, wurde aber noch flacher und aerodynamisch günstiger gestaltet. In der ersten Version blieb der „Tombstone“ (Grabstein) genannte Kühlergrill noch erhalten.
Die wichtigste Änderung war, dass Campbell den alten Napier Lion durch den größeren, zwar schwereren, aber erheblich stärkeren Rolls-Royce-R-Flugmotor ersetzte. Dieser (und ein zweiter, den er als Ersatzmotor verwendete) war vorher in dem Rennboot Miss England III gelaufen, mit dem Kaye Don zwei absolute Weltrekorde für Wasserfahrzeuge aufgestellt hat. Der Eigner Lord Wakefield überließ Campbell seine Motoren als das Boot nicht mehr eingesetzt wurde.  Auch dieser neue V12-Motor war aufgeladen, mit einem Zentrifugalkompressor.
Durch das unterschiedliche Bauprinzip der beiden 12-Zylinder-Motoren (3 × 4 gegenüber der 2 × 6 Zylinderreihen) erforderte der Umbau zwei markante „Buckel“ auf der Oberseite der Karosserie an der Motorhaube, um die voluminösen Verkleidungen der Nockenwellen auf der Oberseite des V12-Motors abzudecken.

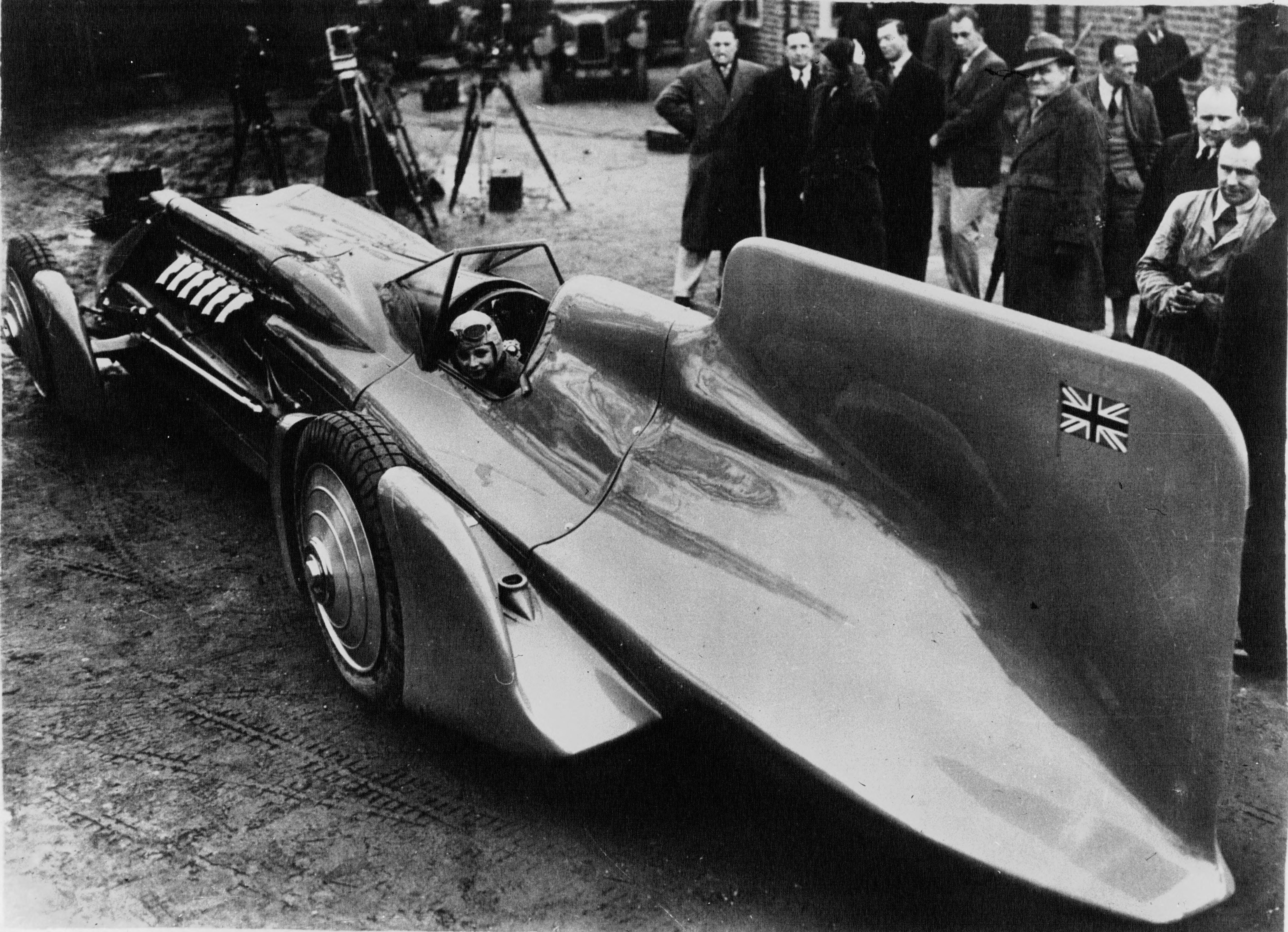
Heckansicht. Am vorderen Teil des Fahrzeuges ist die geänderte Motorhaube und der frühe „Tombstone“-Kühlergrill zu sehen. Im Cockpit: Campbells Sohn Donald

Spätere Veränderungen dienten vor allem der Verbesserung der Aerodynamik und lagen hauptsächlich im Bereich der Fahrzeugfront (Kühler).

## Der Name
Die Bezeichnung für alle von Malcolm und seinem Sohn Donald Campbell eingesetzten Fahrzeuge, die fast schon zum Markennamen wurde, geht auf Campbell senior zurück und bezieht sich auf einen als Hüttensänger (engl. Name „Bluebird“) bekannten Sperlingsvogel. Malcolm taufte bereits in den 1920er Jahren einen seiner Darracq-Rennwagen auf diesen Namen (und lackierte ihn azurblau), nachdem er ein gleichnamiges Theaterstück von Maurice Maeterlinck gesehen hatte. Im Jahr 1925 fuhr er auch einen Itala bei einem Rennen in Brooklands, bei dem der Name „The Blue Bird“ auf der Motorhaube aufgemalt war.

### „Campbell-Railton“
Das Auto wird meistens als Campbell-Railton bezeichnet, um Verwechslungen mit anderen Blue-Bird-Fahrzeugen zu vermeiden. Gelegentlich wird es auch Rolls Royce-Blue Bird (wegen des Motors) beziehungsweise Blue Bird V genannt. Bei Campbell und seinem Team hieß das Auto wie schon in den vorherigen Versionen weiterhin einfach Blue Bird.
Der Name „Campbell-Railton“ steht für den Initiator und Fahrer des Wagens und für den Konstrukteur Reid Railton, der das Projekt technisch umsetzte.

### „Blue Bird“ oder „Bluebird“
Malcolm Campbell nannte seine Fahrzeuge „Blue Bird“ (zwei Wörter), Donald hingegen „Bluebird“ (zusammengeschrieben), auch um die zahlreichen Fahrzeuge der beiden einfacher zuordnen zu können. So begann das Rekordboot K4 „sein Leben“ als Malcolms Blue Bird, aber als Donald 1949 nach dem Tod seines Vaters das Boot weiter benutzte, benannte er es in Bluebird um.

## Technische Daten (Tabelle)
| Campbell-Railton Blue Bird | Campbell-Railton Blue Bird                                                     |
| -------------------------- | ------------------------------------------------------------------------------ |
| Herstellungsland           | Großbritannien                                                                 |
| Motor                      |                                                                                |
| Hersteller                 | Rolls-Royce*                                                                   |
| Typ                        | R                                                                              |
| Zylinder                   | V12                                                                            |
| Bohrung                    | 152,4 mm                                                                       |
| Hub                        | 167,64 mm                                                                      |
| Hubraum                    | 36.582 cm³ (36,5 Liter)                                                        |
| Kompression                | 6 : 1                                                                          |
| Ventile                    |                                                                                |
| Vergaser                   | Rolls-Royce*                                                                   |
| Max. Leistung              | 2300–2500 PS (1692–1839 kW) bei 3200/min (einzelner Zentrifugalkompressor)     |
| Motoraufhängung            |                                                                                |
| Kraftübertragung           |                                                                                |
| Kupplung                   | Duron*                                                                         |
| Getriebe                   | 3-Gang-Getriebe                                                                |
| Übersetzungsverhältnis     | 1.2 zu 1 (im höchsten Gang)                                                    |
| Hinterachse                |                                                                                |
| Antrieb                    |                                                                                |
| Fahrwerk                   |                                                                                |
| Chassis                    | John Thompson Motor Pressings*                                                 |
| Aufhängung                 | Woodhead*                                                                      |
| Stoßdämpfer                | Woodhead*                                                                      |
| Lenkgetriebe               | Marles* – dual                                                                 |
| Bremsen                    | Alford & Alder*, Trommelbremsen (45,7 cm ⌀) mit Clayton-Dewandre* Vacuum Servo |
| Räder                      | Stahlfelgen                                                                    |
| Reifen                     | Dunlop* 35 x 6; Reifendruck mehr als 100 psi                                   |
| Maße                       |                                                                                |
| Radstand                   | 13 ft 8 in (4,17 m)                                                            |
| Spurweite vorne            | 5 ft 3 in (1,60 m)                                                             |
| Spurweite hinten           | 5 ft (1,52 m)                                                                  |
| Länge                      | 27 ft (8,22 m)                                                                 |
| Gewicht                    | 95 cwt (4750 kg)                                                               |
| Tankinhalt                 | 28 gallons (127,3 l)                                                           |
| Kühler                     | Serck honeycomb*                                                               |
| Karosserie                 |                                                                                |
| Hersteller                 | Gurney Nutting & Co. Ltd*                                                      |
| Material                   | Aluminium                                                                      |

Quelle:
* Herstellername

## Die Rekorde

### 1933

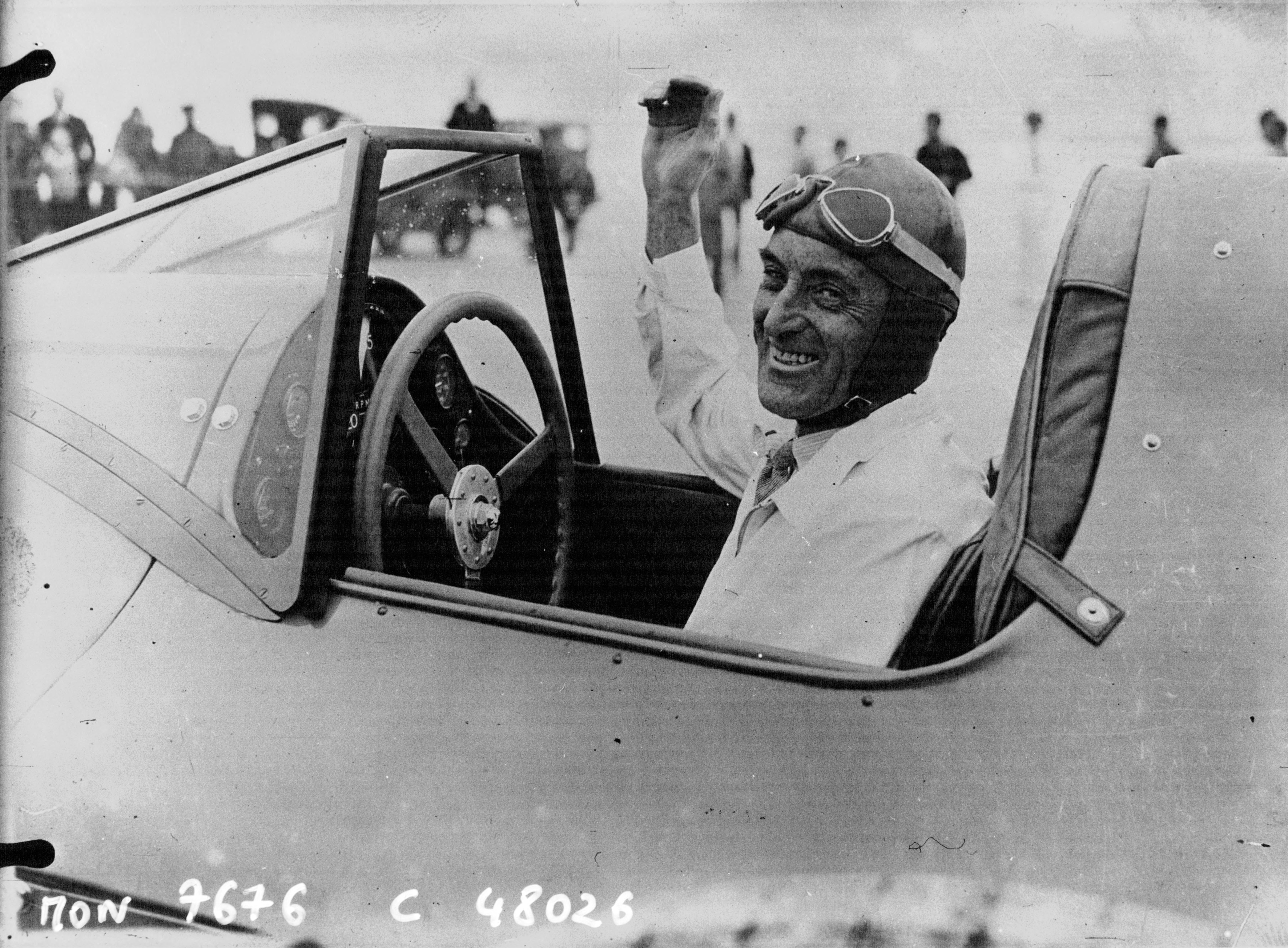
Campbell im Cockpit seines Blue Bird (Daytona Beach 1933)

Malcolm Campbell kehrte 1933 mit der ersten Version des neuen Campbell-Railton Blue Bird nach Daytona Beach zurück. Am 22. Februar 1933 (ziemlich genau ein Jahr nach seinem letzten Rekord) erzielte er eine neue Bestmarke von 438,48 Kilometer pro Stunde über den „fliegenden Kilometer“ und 272,10 Meilen pro Stunde über die „fliegende Meile“.
Campbell hatte jetzt zwar ein Fahrzeug mit der gewünschten Leistung, konnte diese aber nicht optimal umsetzen: durch Traktionsverlust (sogenannten „Wheelspin“) verlor er bei diesem Versuch wahrscheinlich etwa 80 km/h der möglichen Höchstgeschwindigkeit.

### 1935

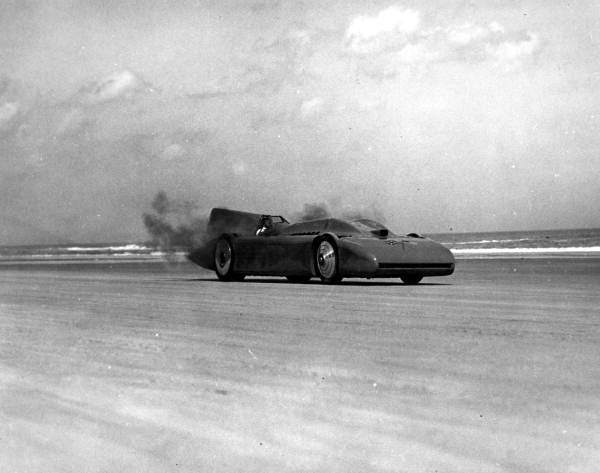
Blue Bird 1935 in Daytona Beach

1935 startete Campbell einen neuen Anlauf zur Verbesserung seines eigenen Rekords. Mit einem, durch die zahlreichen Modifikationen vor allem optisch stark veränderten Fahrzeug fuhr er nach Daytona.
Die Karosserie hatte jetzt einen rechteckigen Querschnitt und überspannte die gesamte Breite des Fahrzeugs, auch über die Achsen und Räder. Obwohl tatsächlich höher, erweckte diese vergrößerte Breite den Eindruck eines viel niedrigeren und schlankeren Autos. Das wurde durch die lange stabilisierende Heckflosse und die erhöhten „Buckel“ auf der Motorhaube nochmals betont.
Diese Version war eindeutig ein Entwurf, der den technischen Fortschritt der 1930er Jahre repräsentierte, und nicht das „Höher-Schneller-Weiter-egal was passiert-Heldentum“ der letzten Dekade. Mechanisch hatten sich die Änderungen am Auto darauf konzentriert, die Traktion zu verbessern, anstatt die ohnehin schon reichlich vorhandene Leistung zu erhöhen. Doppelräder mit speziellen Reifen wurden an der Hinterachse angebracht, um den Grip zu verbessern. Der Achsantrieb wurde ebenfalls auf jeder Seite in separate Antriebe aufgeteilt. Dies reduzierte die Belastung jedes Antriebs, ermöglichte das Absenken der Fahrerposition, erforderte jedoch eine asymmetrische Verkürzung des Radstands auf einer Seite um 38 mm (1½ Zoll).
Es wurden Druckluftbremsen eingebaut, die über einem großen Zylinder betätigt wurden. Zur zusätzlichen Verbesserung der Aerodynamik konnte der Lufteinlass des Kühlers während der Fahrt für kurze Zeit durch eine bewegliche Klappe verschlossen werden. Am 7. März 1935 verbesserte Campbell in Daytona Beach seinen Rekord auf 445,32 km/h (276,71 mph), aber die Unebenheit des Strandes verursachte, wie schon 1933, einen Traktionsverlust. Campbell war sich der Leistungsfähigkeit seines Wagens bewusst und zog daraus die Konsequenzen: seinen nächsten Versuch startete er auf den Bonneville Salt Flats in Utah. Diesmal begleitete der junge Donald Campbell seinen Vater. Am 3. September 1935 erreichte es 484,620 Kilometer pro Stunde (301,129 Meilen pro Stunde) und durchbrach zum ersten Mal die 300-Meilen-Barriere.

### Übersicht
| Datum             | Ort                        | Fahrzeug                               | Geschwindigkeit über 1 km | Geschwindigkeit über 1 km | Geschwindigkeit über 1 mi | Geschwindigkeit über 1 mi |
| ----------------- | -------------------------- | -------------------------------------- | ------------------------- | ------------------------- | ------------------------- | ------------------------- |
| 22. Februar 1933  | Daytona Beach, USA         | Campbell Rolls-Royce Railton Blue Bird | 272,46 mph                | 438,48 km/h               | 272,10 mph                | 437,90 km/h               |
| 7. März 1935      | Daytona Beach, USA*        | Campbell Rolls-Royce Railton Blue Bird | 276,16 mph                | 444,44 km/h               | 276,71 mph                | 445,32 km/h               |
| 3. September 1935 | Bonneville Salt Flats, USA | Campbell Rolls-Royce Railton Blue Bird | —                         | —                         | 301,13 mph                | 484,62 km/h               |

* Das war der letzte Rekordlauf, der auf einer Strandpiste erzielt wurde.